# ГП-34

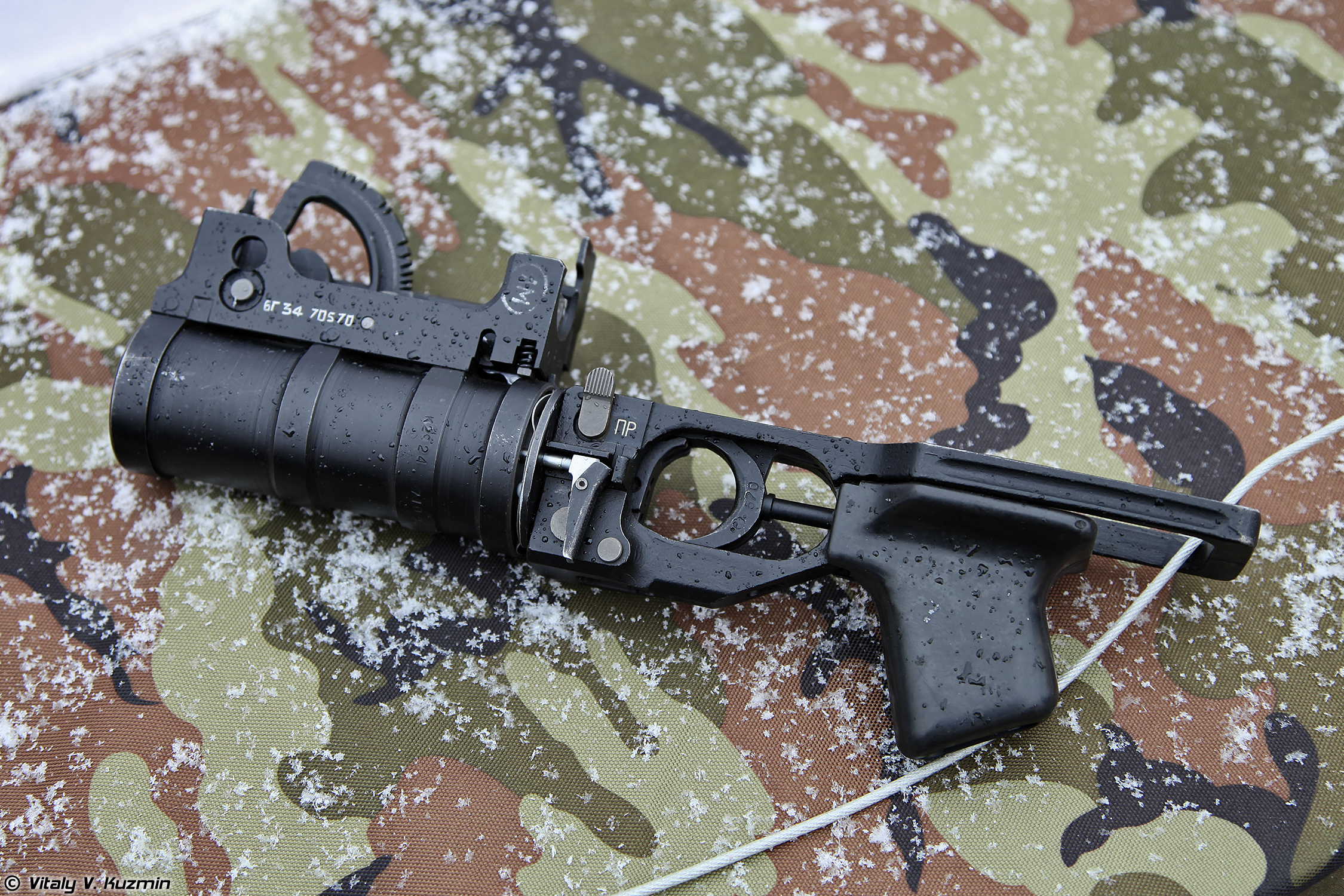
ГП-34 на комплексных занятиях спецподразделений ВВ МВД России 26 марта 2015.

ГП-34 (Индекс ГРАУ — 6Г34) — 40-мм подствольный гранатомёт разработки конструкторского бюро «Ижевского машиностроительного завода».

## История
Подствольный гранатомет ГП-34 был разработан на основе армейского гранатомета ГП-30 «Обувка» в начале 2000-х годов в конструкторском бюро «Ижмаша».

Руководил группой разработчиков главный конструктор по стрелковому оружию Николай Безбородов. Новый гранатомет (к слову первый и единственный, разработанный на Ижмаше) разработан как конкурент тульскому ГП-30М «Обувка» и предназначен для установки на полноразмерные автоматы Калашникова: АК-74М, современную "сотую серию", АН-94 «Абакан», АЕК-971, а также на новейший АК-12.
40 мм подствольный гранатомет ГП-34 производится в Ижевске на ОАО «Концерн „Калашников“». Состоит на вооружении ВС и МВД Российской Федерации, поставляется на экспорт.

## Описание
ГП-34 конструктивно повторяет своего предшественника — ГП-30, принятого на вооружение в 1989 году. Модернизация гранатомета преследовала своей целью повысить надежность и безопасность конструкции. Так, благодаря изменениям, внесённым в ударно-спусковой механизм, была устранена возможность осечек. Улучшен экстрактор гранат (обеспечивает надежную работу при загрязнении и экстремальных температурах), кроме того, введен дополнительный механизм, обеспечивающий безопасность при заряжании гранаты. Внесены изменения в прицельные приспособления: был введён механизм поправок на деривацию, а сам прицел расположен с правой стороны. Для стрельбы из ГП-34 применяются 40 мм гранаты (выстрелы) различного назначения. Основными боеприпасами являются ВОГ-25 и ВОГ-25М с осколочными гранатами; ВОГ-25П и ВОГ-25ПМ с осколочными «прыгающими» гранатами. ГП-34 применяется с автоматами калибров 5.45, 5.56 и 7.62 мм производства ОАО «Концерн „Ижмаш“»: АК, АКМ, АКМС, АК-74, АКС-74, АК-74М, АК-101, АК-103, АН-94 и АК-12.

## Тактико-технические характеристики
- Калибр: 40 мм
- Выстрел: ВОГ-25М, ВОГ-25ПМ
- Длина оружия, мм: 315
- Длина ствола, мм: н/д
- Масса без патронов, кг: 1,4 кг
- Техническая скорострельность, в/м: 20
- Прицельная дальность стрельбы, м: 400
- Начальная скорость гранаты, м/с: 76,5
- Ёмкость магазина, выстрелов: однозарядный